# Sutton-under-Brailes
Sutton-under-Brailes – wieś i civil parish w Anglii, w Warwickshire, w dystrykcie Stratford-on-Avon. W 2001 civil parish liczyła 89 mieszkańców. Sutton-under-Brailes jest wspomniana w Domesday Book (1086) jako Sudtune.